# Ausztrálok
Az ausztrálok egy többnyire európai ősökkel rendelkező nép, akik Ausztrália fő népcsoportját képezik és többségük ausztrál állampolgársággal is rendelkezik. Az ausztrálok összlétszáma mintegy 26 millió – ebből kb. 25,5 millióan élnek Ausztráliában. Multikulturális ország, 2017-es adatok alapján a népesség 29 százaléka nem az országban született.
1788 és a II. világháború között elsősorban a Brit szigetekről érkeztek bevándorlók. Eleinte fegyenctelepeket hoztak létre, majd 1850 után beindult az aranyláz és megérkeztek az első szabad telepesek is, akiknek a többsége még mindig angol, ír vagy skót volt. A 19. század közepétől elkezdődött a folyamatos bevándorlás és ezzel a népesség lassú növekedése is.
A II. világháborút követő évtizedekben nagy bevándorlási hullám zajlott le az ország történetében, ekkor azonban már sokan érkeztek Dél- és Kelet-Európából is. 1973-ig tartott az úgynevezett "Fehér Ausztrália politikája", melynek értelmében az ausztrál állam lényegében csak angolszász vagy egyéb európai országokból fogadott bevándorlókat. Innentől kezdve Ausztrália hivatalosan is multikulturális politikát folytatott és a világ minden tájáról megindultak a bevándorlók, az elsődleges kibocsájtók pedig az ázsiai országok lettek. Az ausztrál őslakosok (aboriginálok, tazmánok) a népesség mindössze 3%-át teszik ki.
Az ausztrál identitás és nemzeti karakter a 19. században kezdett kialakulni, 1901-ben a gyarmatok szövetségéből pedig létrejött az Ausztrál Államszövetség. Az ország hivatalos nyelve az angol, ezért az ausztrál kultúra és irodalom angol-kelta örökségen alapszik. Bár a modern ausztrál identitás a korábbi monokultúrán túl mára kulturálisan sokszínű örökségre támaszkodik.

## Bevándorlás és születési ország
| Forrás: Ausztrál Statisztikai Hivatal (ABS) (2020) | Forrás: Ausztrál Statisztikai Hivatal (ABS) (2020) |
| Születési ország                                   | Becsült lakosságszám                               |
| -------------------------------------------------- | -------------------------------------------------- |
| Összes Ausztráliában született                     | 18 043 310                                         |
| Összes külföldön született                         | 7 653 990                                          |
| Anglia                                             | 980 360                                            |
| India                                              | 721 050                                            |
| Kína                                               | 650 640                                            |
| Új-Zéland                                          | 564 840                                            |
| Fülöp-szigetek                                     | 310 050                                            |
| Vietnám                                            | 270 340                                            |
| Dél-afrikai Köztársaság                            | 200 240                                            |
| Olaszország                                        | 177 840                                            |
| Malajzia                                           | 177 460                                            |
| Srí Lanka                                          | 146 950                                            |
| Skócia                                             | 132 590                                            |
| Nepál                                              | 131 830                                            |
| Dél-Korea                                          | 111 530                                            |
| Németország                                        | 111 030                                            |
| Egyesült Államok                                   | 110 160                                            |
| Hongkong                                           | 104 760                                            |
| Görögország                                        | 103 710                                            |